# 대륙간 탄도 미사일

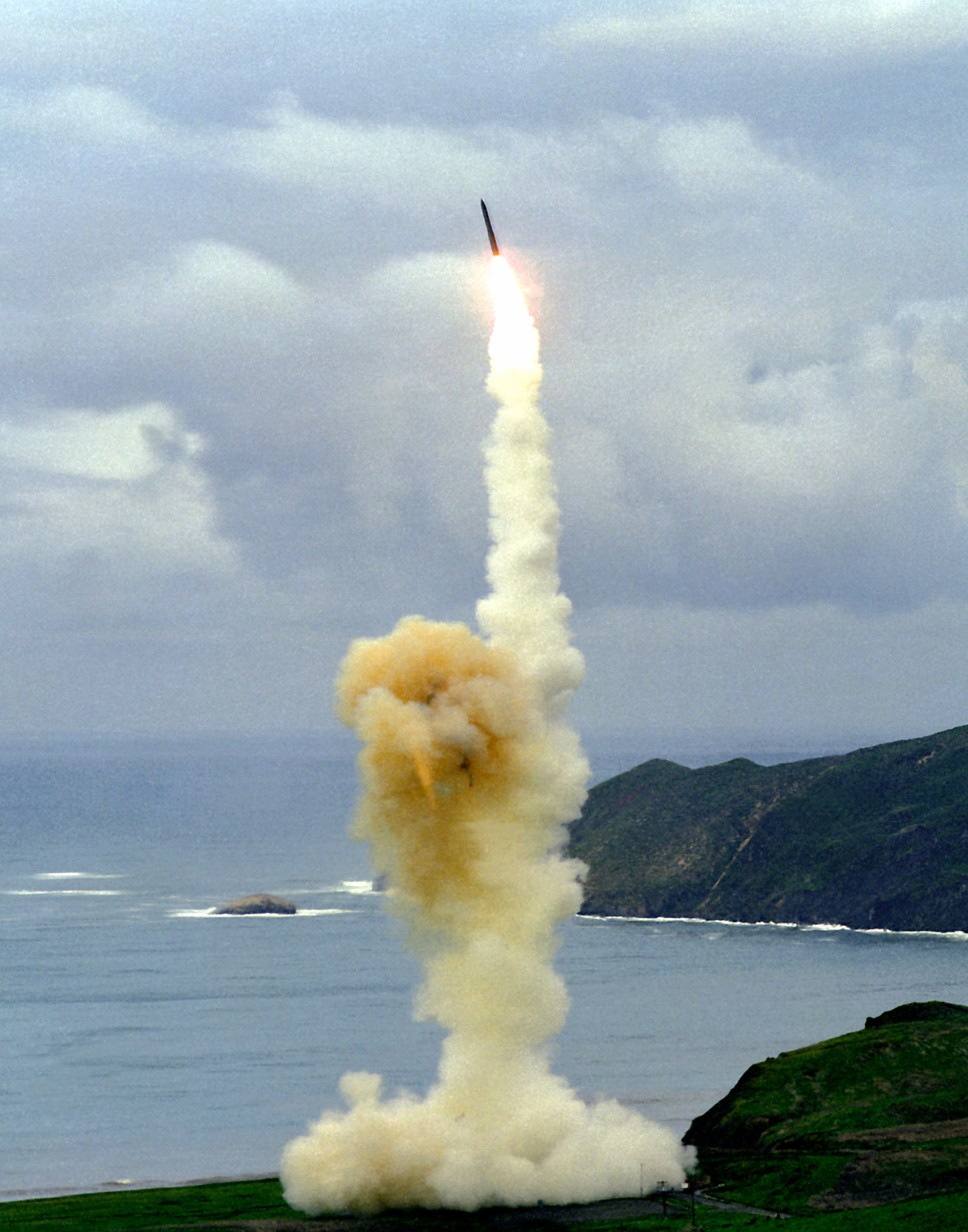
미국의 ICBM인 미니트맨 III가 발사되고 있다.

대륙간탄도유도탄(大陸間彈道誘導彈, 영어: intercontinental ballistic missile; ICBM, 문화어: 대륙간탄도미사일) 또는 대륙간탄도미사일(大陸間彈道―)은 사거리가 5,500 km 이상인 탄도 미사일로, 주로 핵탄두를 탑재하기 위하여 개발되는 탄도 미사일이다. 또한 기존의 화학 무기와 생물학적 무기도 대륙간 탄도 미사일을 통해서 탑재 될 수 있다.
ICBM을 운영하는 기술을 가진 국가들은 미국, 러시아, 중국, 인도, 프랑스, 영국, 이스라엘, 북한이다.

## ICBM의 역사

### 제2차 세계 대전
미국의 뉴욕과 다른 미국 도시들을 폭격할 목적으로 ICBM은 세계 최초의 실용적인 설계 개발이 독일에서 이루어졌는데, 나치 독일의 워르너 본 바룬 (Wernher von Braun) 박사 팀 소속에서 진행되었던 프로젝트 프로젝타 아미리카  (Projekt Amerika)로 인해 대륙간 탄도 미사일은 나치 독일에서 먼저 개발되었다.

## ICBM의 비행단계에 따른 분류
ICBM은 그 비행특성상, 세가지 비행단계를 거친다.
- 비행초기단계(Boost phase):
  - 유도탄 방어수단
    - 운동 에너지 요격기 (KEI, Kinetic Energy Interceptor)
    - 항공기 레이저

- 비행중간단계(Mid-course phase):
  - 유도탄 방어수단
    - 지상 발사형 중간단계 방어 (GMD: Ground-Based Midcourse Defense)
    - 이지스 BMDS
    - 다탄두 요격체 (MKV: Multiple Kill Vehicle (원래는 소형 요격체(Miniature Kill Vehicle)였다.)

- 비행최종단계(Terminal phase):
  - 유도탄 방어수단
    - 종말고고도지역방어(THAAD: Terminal High Altitude Area Defense)
    - 애로우, 미국-이스라엘 합작 개발 프로그램. 미국보다 먼저 실전배치에 성공한 이스라엘형 THAAD.
    - 중거리 사거리 연장형 대공 방어 시스템 (MEADS: Medium Extended Air Defense System), 미국, 독일, 이탈리아 합작 개발 프로그램.
    - KM-SAM
    - 패트리어트 Advanced Capability-3(PAC-3)

## ICBM 목록

### 지상기반형 ICBM
| 명칭                           | 최소 사거리 (km) | 최대사거리 (km) | 보유국       | 상태       |
| ------------------------------ | ---------------- | --------------- | ------------ | ---------- |
| 지상기반 전략 억지력           |                  |                 | 미국         | 개발 중    |
| LGM-30 미니트맨 III            |                  | 13,000          | 미국         | 운용       |
| LGM-30F 미니트맨 II            |                  | 11,265          | 미국         | 퇴역       |
| LGM-30A/B 미니트맨 I           |                  | 10,186          | 미국         | 퇴역       |
| LGM-118 피스키퍼               |                  | 9,600           | 미국         | 퇴역       |
| MGM-134 미지트맨               |                  | 11,000          | 미국         | 취소됨     |
| 타이탄 II (SM-68B, LGM-25C)    |                  | 16,000          | 미국         | 퇴역       |
| 타이탄 I (SM-68, HGM-25A)      |                  | 11,300          | 미국         | 퇴역       |
| SM-65 아틀라스 (SM-65, CGM-16) |                  | 10,138          | 미국         | 퇴역       |
| RTV-A-2 히록                   | 2,400            | 8,000           | 미국         | 취소됨     |
| RT-2                           |                  | 10,186          | 소련         | 퇴역       |
| RT-23 몰로데츠                 |                  | 11,000          | 소련/ 러시아 | 퇴역       |
| RT-2PM 토폴 (SS-25)            |                  | 10,000          | 소련/ 러시아 | 퇴역       |
| RT-21 템프 2S                  |                  | 10,500          | 소련         | 퇴역       |
| R-9 데스나                     |                  | 16,000          | 소련         | 퇴역       |
| R-16                           |                  | 13,000          | 소련         | 퇴역       |
| R-26                           |                  | 12,000          | 소련         | 퇴역       |
| MR-UR-100 소트카               | 1,000            | 10,320          | 소련/ 러시아 | 퇴역       |
| RT-2PM2 토폴-M (SS-27)         |                  | 11,000          | 러시아       | 운용       |
| RS-24 야르스 (SS-29)           |                  | 11,000          | 러시아       | 운용       |
| RS-26 루베즈                   | 6,000            | 12,600          | 러시아       | 운용       |
| RS-28 사르마트                 |                  | 18,000          | 러시아       | 개발 중    |
| UR-100N                        |                  | 10,000          | 소련/ 러시아 | 운용       |
| R-36 (SS-18)                   | 10,200           | 16,000          | 소련/ 러시아 | 운용       |
| UR-100                         |                  | 10,600          | 소련         | 퇴역       |
| UR-200                         |                  | 12,000          | 소련         | 퇴역       |
| RT-20P                         |                  | 11,000          | 소련         | 퇴역       |
| R-7 세묘르카                   | 8,000            | 8,800           | 소련         | 퇴역       |
| DF-4                           | 5,500            | 7,000           | 중국         | 알 수 없음 |
| DF-31                          | 7,200            | 11,200          | 중국         | 운용       |
| DF-5                           | 12,000           | 15,000          | 중국         | 운용       |
| DF-41                          | 12,000           | 13,000          | 중국         | 운용       |
| 화성-13형                      | 11,500           | 12,000          | 북한         | 운용       |
| 화성-14형                      | 6,700            | 10,000          | 북한         | 운용       |
| 화성-15형                      |                  | 13,000          | 북한         | 운용       |
| 화성-17형                      |                  | 13,000+         | 북한         | 운용       |
| 화성-18형                      |                  | 15,000          | 북한         | 운용       |
| 화성-19형                      |                  | 18,000          | 북한         | 운용       |
| 아그니 5                       | 5,000            | 8,000           | 인도         | 운용       |
| 아그니 6                       | 8,000            | 12,000          | 인도         | 개발 중    |
| 수리아                         | 12,000           | 16,000          | 인도         | 개발 중    |
| 제리코 3                       | 4,800            | 15,000          | 이스라엘     | 운용       |

### 잠수함 발사형 ICBM
- 최대 사거리가 5,500km 이상으로 대륙간 탄도 미사일로 분류되는 잠수함 발사 탄도 미사일만 이 목록에 표기한다.
- 사거리와 관계없이 잠수함에서 발사되는 탄도 미사일을 총칭하는 경우는 잠수함 발사 탄도 미사일 문서를 참고하라.

| 명칭                         | NATO 코드명        | 최소 사거리 (km) | 최대 사거리 (km) | 보유국       | 상태    |
| ---------------------------- | ------------------ | ---------------- | ---------------- | ------------ | ------- |
| UGM-96 트라이던트 I (C-4)    |                    |                  | 12,000           | 미국         | 퇴역    |
| UGM-133 트라이던트 II (D5LE) |                    |                  | 12,000           | 미국         | 운용    |
| RSM-40 R-29 비소타           | SS-N-8 "Sawfly"    |                  | 7,700            | 소련/ 러시아 | 퇴역    |
| RSM-50 R-29R 비소타          | SS-N-18 "Stingray" |                  | 6,500            | 소련/ 러시아 | 퇴역    |
| RSM-52 R-39 리프             | SS-N-20 "Sturgeon" |                  | 8,300            | 소련/ 러시아 | 퇴역    |
| RSM-54 R-29RM 쉬틸           | SS-N-23 "Skiff"    |                  | 8,300            | 소련/ 러시아 | 퇴역    |
| RSM-54 R-29RMU 시네바        | SS-N-23 "Skiff"    |                  | 8,300            | 소련/ 러시아 | 운용    |
| RSM-54 R-29RMU2 라이네르     |                    | 8,300            | 12,000           | 소련/ 러시아 | 운용    |
| RSM-56 R-30 불라바           | SS-NX-32           | 8,000            | 8,300            | 소련/ 러시아 | 운용    |
| UGM-133 트라이던트 II (D5)   |                    |                  | 12,000           | 영국         | 운용    |
| M45                          |                    |                  | 6,000            | 프랑스       | 운용    |
| M51                          |                    | 8,000            | 10,000           | 프랑스       | 운용    |
| JL-2                         |                    | 7,400            | 8,000            | 중국         | 운용    |
| JL-3                         |                    | 10,000           | 11,200           | 중국         | 개발 중 |
| K-5호                        |                    | 2500             | 5,000            | 인도         | 개발 중 |
| K-6호                        |                    | 4000             | 8,000            | 인도         | 개발 중 |

## 우주 로켓과 ICBM의 차이
우주 로켓의 최종 목표는 추력 (推力·Thrust, 단위는 뉴턴)와 비추력 (比推力·Specific impulse, 단위는 초)을 크게 늘려서, 인공위성 궤도에 올릴 수 있는 페이로드 중량을 최대로 늘리는 것이다. 반면에 ICBM의 최종 목표는 비추력을 올리는 것보다는 빠르게 발사하는 능력과 최초의 적의 공습에 살아남는 생존성이다. 이 차이점으로 인해, 차세대 우주 로켓이 극저온 연료(cryogenic fuel)를 사용하여 비추력을 극대화하는 것에 비해, 차세대 ICBM은 이동식에 고체 연료를 사용하도록 방향이 달라지게 된다. ICBM은 최소 시속 8,000km, 인공위성 발사용 로켓은 시속 29,000km의 속도를 갖는다.
그러나, ICBM이 반드시 고체연료를 사용하는 것은 아니다. 러시아의 ICBM의 상당수가 액체 연료를 사용하였다. 일반적으로 액체 연료는 발사 직전에만 연료를 주입해야 하며, 연료 주입 시간이 오래 걸리기 때문에 정찰위성에 포착된다. 그러나 액체 연료라도, 하이드라진은 장기보존이 가능하므로, 러시아의 ICBM은 액체 연료가 많다. 반면에, 고체 연료는 일단 탄도 미사일을 제작, 배치해 놓으면, 발사 버튼만 누르면 된다. 고체 연료는 액체 연료보다 강한 추력을 내는 것은 기술적으로 용이하지만, 비추력에는 약하다.
발사 이후 비행체의 궤적을 살펴보면 탄도 미사일인지, 위성 발사체인지 쉽게 구분이 가능하다. 즉, 우주발사체는 수직으로 발사되고 탄도 미사일도 수직으로 발사되기는 하나, 곧바로 30도 각도로 누워서 날아간다. 그래야 최대의 사거리를 낼 수 있다.
| 구분            | 우주발사체             | 대륙간 탄도 미사일                                  |
| --------------- | ---------------------- | --------------------------------------------------- |
| 최신기술의 목표 | 추력과 비추력의 극대화 | 빠르게 발사하는 능력 최초 적의 공습에 살아남는 능력 |
| 사용하는 연료   | 극저온 연료 사용       | 고체 연료 사용                                      |
| 사용하는 연료   | 액체 연료 사용         | 장기간 저장가능한 액체 연료 사용                    |
| 최저속도        | 시속 29,000 km         | 시속 8,000 km                                       |
| 발사 각도       | 수직발사               | 수직발사이후 30도 기욺                              |

## 참조
1. ↑  Wragg, David W. (1973). 《A Dictionary of Aviation》 fir판. Osprey. 162쪽. ISBN 9780850451634.
2. ↑  Dolman, Everett C.; Cooper, Henry F., Jr. 〈19: Increasing the Military Uses of Space〉. 《Toward a Theory of Space Power》. NDU Press. 15 February 2012에 원본 문서에서 보존된 문서. 19 April 2012에 확인함.
3. ↑  Correll, John T. “World's most powerful ballistic missile”. 2018년 2월 22일에 원본 문서에서 보존된 문서. 2018년 2월 22일에 확인함.
4. ↑  NASIC-1031-0985-09

- (중앙일보-(중앙시평) 어려워진 북핵 협상, 다가오는 또 다른 난제)https://www.joongang.co.kr/article/23399555?cloc=joongang%7Chome%7Copinion
- (VOA코리아-미사일 전문가들 “북한 ICBM, 미 본토 공격 가능…대기권재진입도 문제 없어”)https://www.voakorea.com/a/4143085.html
- 위키백과-대한민국의 사드(THAAD) 배치 논란
- 탄도탄 요격미사일 조약
- 중거리 핵전력 조약

## 같이 보기
- 이동형 미사일 발사대(TEL, en:Transporter erector launcher)
- 광명성 1호
- 광명성 2호
- 북극성 2호
- KN-11 (SLBM)